# Jonathan Sacoor
Jonathan Sacoor, né le 1er septembre 1999 à Hal (Brabant flamand), est un athlète belge, spécialiste du 400 m. Avec le relais 4 x 400 m masculin, il est champion du monde en salle, champion d'Europe et codétenteur du record de Belgique.

## Biographie
Le père de Jonathan Sacoor, né le 1er septembre 1999 à Hal (Brabant flamand), est mozambicain d'origine indienne et sa mère, néerlandaise. La famille est originaire de Lot (Beersel) en Brabant flamand.
Sa carrière athlétique commence par le saut en hauteur, puis se réoriente vers le 200 m et le 400 m.
Il remporte la médaille de bronze du 400 m des championnats d'Europe juniors 2017 à Grossetto avec un record personnel de 46 s 23.
2018 est une année exceptionnelle pour lui. Le 4 mars 2018, il remporte la médaille de bronze du relais 4 x 400 m des championnats du monde en salle de Birmingham. Auteur avec ses coéquipiers d'un record de Belgique en salle en 3 min 2 s 51, il termine 3e de la course la plus relevée de l'histoire derrière l'équipe de Pologne (3 min 1 s 77, record du monde) et des États-Unis (3 min 1 s 98). Lors des championnats du monde junior en juillet 2018 à Tampere (Finlande), il bat une première fois le record de Belgique junior en 45 s 72, détenu depuis 1973 par Fons Brydenbach (45 s 86). Le 13 juillet 2018, il remporte le titre du 400 men battant notamment le favori Christopher Taylor et en portant son record personnel sur la distance à 45 s 03. Par la même occasion, il établit également le deuxième meilleur chrono européen de tous les temps dans la catégorie juniors, juste 2/100e derrière l'Est-Allemand Thomas Schönlebe en 1984. Lors des Championnats d'Europe d'athlétisme 2018 à Berlin, Jonathan Sacoor et les trois frères Borlée deviennent champions d'Europe du 4 x 400 m. Lors du relais, le relais belge réalise la meilleure marque européenne de la saison en 2 min 59 s 47.
De janvier 2019 à mai 2021, il rejoint l'Université du Tennessee, période pendant laquelle il s'éloigne de son meilleur niveau. Il met fin à son expérience américaine à la suite de désaccords sportifs et revient s'entraîner dans le groupe de Jacques Borlée en prévision des Jeux olympiques 2021. Lors des Jeux olympiques de Tokyo en août 2021, il se classe avec le relais belge masculin 4 x 400 m 4e de la finale en améliorant le record de Belgique (2 min 57 s 88).
En 2022 aux championnats du monde en salle, il remporte la médaille d'or du relais 4 × 400 m avec l'équipe belge.
En mars 2024, il remporte la médaille d'or aux championnats du monde en salle de Glasgow, avec l'équipe belge du relais 4 × 400 m dont il occupe la première place, les Belges devançant de peu l'équipe américaine.
En juin 2024, il obtient une 4e place avec le relais 4 × 400 m mixte avec l'équipe belge aux championnats d'Europe à Rome en portant le record de Belgique à 3 min 11 s 03. En individuel, il se qualifie pour la finale en terminant pour la première fois un 400 m sous les 45 secondes (44 s 99). Lors de la finale, il améliore encore son record personnel (44 s 98) et termine à la 4e place. Avec le relais 4 x 400 m, il remporte la médaille d'or.
Lors des Jeux olympiques 2024 de Paris, il se qualifie pour la finale avec le relais 4 x 400 mixte en améliorant le record de Belgique à 3.10,74 s. Il participe à la finale du relais 4 x 400 mixte, l'équipe belge se classant quatrième en améliorant le record de Belgique à 3 min 9 s 36. Dans la finale du 4 x 400 m masculin, le relais belge, dont Jonathan Sacoor est le premier relayeur, décroche la quatrième place avec un nouveau record de Belgique en 2 min 57 s 75.
En mars 2025, il remporte la médaille  de bronze avec le relais 4 x 400 m aux Championnats d'Europe d'athlétisme en salle 2025 d'Apeldoorn.
Il est affilié au club d'athlétisme de l'Olympic Essenbeek de Hal (OEH).

## Palmarès
| Date | Compétition                       | Lieu             | Résultat | Épreuve         | Temps                    |
| ---- | --------------------------------- | ---------------- | -------- | --------------- | ------------------------ |
| 2017 | Championnats d'Europe par équipes | Vaasa            | 1er      | 4 x 400 m       | 3 min 4 s 87             |
| 2017 | Championnats d'Europe juniors     | Grosseto         | 3e       | 400 m           | 46 s 23                  |
| 2018 | Championnats du monde en salle    | Birmingham       | 3e       | 4 x 400 m       | 3 min 2 s 51             |
| 2018 | Championnats du monde juniors     | Tampere          | 1er      | 400 m           | 45 s 03                  |
| 2018 | Championnats d'Europe             | Berlin           | 1er      | 4 x 400 m       | 2 min 59 s 47            |
| 2019 | Relais mondiaux de l'IAAF         | Yokohama         | 3e       | 4 x 400 m       | 3 min 02 s 70            |
| 2019 | Championnats d'Europe par équipes | Sandnes          | 1er      | 400 m           | 46 s 43                  |
| 2019 | Ligue de diamant                  | Ligue de diamant | 7e       | 400 m           | 45 s 72                  |
| 2019 | Championnats du monde             | Doha             | 12e      | 400 m           | 45 s 03                  |
| 2019 | Championnats du monde             | Doha             | 3e       | 4 x 400 m       | 2 min 58 s 78            |
| 2021 | Jeux olympiques                   | Tokyo            | 4e       | 4 × 400 m       | 2 min 57 s 88 (NR)       |
| 2022 | Championnats du monde en salle    | Belgrade         | 1er      | 4 × 400 m       | 3 min 6 s 52             |
| 2022 | Championnats du monde             | Eugene           | 3e       | 4 × 400 m       | Participation aux séries |
| 2022 | Championnats d'Europe             | Munich           | 2e       | 4 x 400 m       | Participation aux séries |
| 2023 | Jeux européens                    | Chorzów          | 3e       | 4 x 400 m mixte | 3 min 12 s 97            |
| 2024 | Championnats du monde en salle    | Glasgow          | 1er      | 4 x 400 m       | 3 min 2 s 54             |
| 2024 | Relais mondiaux                   | Nassau           | 3e       | 4 × 400 m       | 3 min 1 s 16             |
| 2024 | Championnats d'Europe             | Rome             | 4e       | 4 x 400 m mixte | 3 min 11 s 03 (NR)       |
| 2024 | Championnats d'Europe             | Rome             | 4e       | 400 m           | 44 s 98                  |
| 2024 | Championnats d'Europe             | Rome             | 1er      | 4 x 400 m       | 2 min 59 s 84            |
| 2024 | Jeux olympiques                   | Paris            | 4e       | 4 × 400 m mixte | 3 min 9 s 36 (NR)        |
| 2024 | Jeux olympiques                   | Paris            | 4e       | 4 × 400 m       | 2 min 57 s 75 (NR)       |
| 2025 | Championnats d'Europe en salle    | Apeldoorn        | 3e       | 4 x 400 m       | 3 min 5 s 18             |

## Records personnels
| Plein air       | Temps              | Lieu  | Date         |
| --------------- | ------------------ | ----- | ------------ |
| 400 m           | 44 s 98            | Rome  | 10 juin 2024 |
| 4 × 400 m       | 2 min 57 s 75 (NR) | Paris | 10 août 2024 |
| 4 × 400 m mixte | 3 min 9 s 36 (NR)  | Paris | 3 août 2024  |

| En salle  | Temps             | Lieu       | Date            |
| --------- | ----------------- | ---------- | --------------- |
| 400 m     | 46 s 95           | Gand       | 17 février 2018 |
| 4 × 400 m | 3 min 2 s 51 (NR) | Birmingham | 4 mars 2018     |